# 五福镇 (酉阳县)
五福镇，原为五福乡，是中华人民共和国重庆市酉阳土家族苗族自治县下辖的一个乡镇级行政单位。2018年撤乡设镇。。区划代码改为500242118。

## 行政区划
五福镇下辖以下地区：
财神沟村、高桥村、龙沙村、赵家村和大河村。